# ユルゲン・ハーバーマス
ユルゲン・ハーバーマス（Jürgen Habermas、IPA: [ˈjʏʁgən ˈhaːbɐmaːs]、1929年6月18日 -　）は、ドイツの哲学者・社会哲学者・政治哲学者。ハバーマス、ハーバマスとも表記。

## 人物
フランクフルト学派第二世代に位置。公共性論や、コミュニケーション論の第一人者である。
ドイツの哲学者ハンス・ゲオルク・ガダマーとの論争、フランスの哲学者ジャック・デリダ、ジャン＝フランソワ・リオタールとの論争、ドイツの社会学者ニクラス・ルーマンとの論争、また1986年6月にフランクフルター・アルゲマイネ・ツァイトゥング紙に発表されたエルンスト・ノルテ（de:Ernst Nolte）による論文「過ぎ去ろうとしない過去」に対して批判を加えたことによる歴史家論争（de:Historikerstreit）、アメリカ合衆国の哲学者ジョン・ロールズとの論争でも有名である。
東西ドイツの再統一に際しては、目先の経済的利益や、民族主義に基づく性急な統合ではなく、「すべての人間にあてはまる規範を掲げる憲法を尊重せよ」とする「憲法パトリオティズム」を提唱した。

## 略歴
1929年6月18日、ドイツのデュッセルドルフに生まれる。父はエルンスト、母はグレーテ。父がグマースバッハの商工会議所会頭でナチス党員であったこともあり、少年期を同地のドイツ少年団、ヒトラー・ユーゲントの一員として過ごし、敗戦を迎えた。
1945年、ドイツ敗戦後にギムナジウムでの学習に戻る。アメリカ占領下での民主主義教育は、彼の思想形成に大きな影響を与えた。ゲッティンゲン、チューリッヒ、ボンの大学に通い、新カント派、現象学、哲学的人間学、歴史学、経済学、心理学、ドイツ文学を専攻。1952年より書評、批評をフランクフルター・アルゲマイネ紙などに寄稿し始め、1953年、同紙に『ハイデガーと共にハイデガーに反対して考える』という論文を寄稿してハイデガーを批判。1954年にフリードリヒ・シェリングに関する論文によりボン大学で博士号の授与を受けた後、1956年、フランクフルト・アム・マインに拠点を戻していた社会研究所に入りテオドール・アドルノの助手を務めた。しかし翌年に発表した文章が、社会研究所の中心人物であったマックス・ホルクハイマーによって、暴力革命を肯定する急進的すぎる内容だと捉えられ、ホルクハイマーは研究所からのハーバーマスの排除を図る。この頃、ハーバーマスは代表的著書である『公共性の構造転換』の着想を得ており、フランクフルト大学の教授職を求めたが、ホルクハイマーの反対を受け断念し、1959年に社会研究所を辞職した。『公共性の構造転換』を完成させたハーバーマスは、教授資格を取得し、1961年から1964年まではハイデルベルク大学において、1964年から1971年まではフランクフルト大学において社会学および哲学の教授に就く。1964年にホルクハイマーがフランクフルト大学を退くと、後任としてフランクフルト大学教授の職に就いた。つづいて1971年から1983年までミュンヘン郊外のシュタルンベルクにあるマックス・プランク研究所所長を務めた後、1983年より再びフランクフルト大学教授に就任し、1994年に退職。

## 思想
- ハーバーマスは、フランクフルト学派第二世代に位置するが、第一世代の批判理論を承継しつつも、これを批判し、彼らによって生に従属する道具的理性として貶められた理性の復権をめざす。ハーバーマスは、『公共性（圏）の構造転換』（1962年）において、公共圏は、言論や出版の自由を得て自由に討論することにより政治的に参加することができた18世紀の市民社会においては、専制政治を行う国家の権力による「封建化」に対抗して家族や職場等の私生活の領域を解放する仲裁役として理想的に機能したが、19世紀後半に現れた大手企業やメディアが国家を支配する高度資本化による大量消費社会においては、公共圏が「再封建化」されるという構造転換があったと主張する。ハーバーマスは、『コミュニケーション的行為の理論』(1981年）では、20世紀において再封建化が進み衰退した公共圏の理想的な姿を取り戻すためには、人と人が相互の了解を追求・達成するコミュニケーション行為によって人を理解し、普遍的な社会批判の根拠を成し、より民主的な社会伝達や交流を可能にする、と主張した。マックス・ヴェーバーによれば、近代の合理化の進展につれ、それ自体が自己目的化し、本来人間のための合理化が逆に人間を鉄の檻のように包囲し、規定するという逆説的な状況が生まれた。彼の近代合理主義論を承継したマルクスやホルクハイマー、アドルノらフランクフルト学派第一世代は、社会の合理化を目的合理性のみととらえたところに過ちがあり、このようなシステム合理化のみならず、それと並行しておこった生活世界の合理化に着目すれば、近代的な理性を復権させることができるとする。
- ハーバーマスは、現代社会では科学技術が個人の思想とは関係なく客観的に体系化されており、目的合理性において科学技術の体系は絶対的な根拠を持っているとした。ゆえにあらゆる政治行為の価値はまず目的合理性において科学的あるいは技術的に正当なものであるかどうかの判断抜きには成立せず、イデオロギーが何らかの制度を社会に確立するときに目的合理性に合致しているかどうかということは大きな影響を持つとされた。ときにはこのような目的合理性がそれ自体で支配的な観念となり、人間疎外をもたらすと指摘した。すなわちこのような目的合理性が支配的な社会では、文化的な人間性は否定され、人間行動は目的合理性に適合的なように物象化されていくと警告したのである。

## 論争

### ガダマー
ハーバーマスは、『社会科学の論理』（1967年）において、ガダマーの主著『真理と方法』における「理解されうる存在は言語である」とのテーゼを労働と支配という社会の実在連関を捉え切れていない言語の観念論であり、言語は制度化された暴力を正当化する道具にもなりえると批判すると、同年、ガダマーは、『修辞学・解釈学・イデオロギー批判』において、社会的現実的強制もまた言語的に分節化されなければならないと反論し、論争に至った。その後、ハーバーマスは、『解釈学の普遍性要求』（1970年）において、「深層解釈学」、「普遍的語用論」という視点を基に、ガダマーの主張する伝統による言語によって見出される真理とは体系的に歪められたコミュニケーションかもしれず、保守的なイデオロギーとして機能すると再度批判し、ガダマーも再反論した。

### ルーマン
1968年に開催されたドイツ社会学学会でニクラス・ルーマンが『全体社会の分析の形式としての現代システム論』との報告を発表すると、ハーバーマスは、これを批判する論文を発表した。

### デリダ
『近代の哲学的ディスクルス』（1985年）において、ジャック・デリダとジョン・サールの論争に触れ、サールの言語行為論を支持した上で、デリダとデリダ派を批判した。彼によれば、ポストモダンの思想は、ヘーゲル右派の潮流をくむ「新保守主義」とニーチェの潮流とする「美的アナキズム」に大きく分かれ、後者はさらにバタイユ、ラカン、フーコーらの「懐疑的科学」の潮流と、ハイデッガー、デリダの「形而上学批判」の潮流に分かれるが、美的アナキズムは、近代の理性が自らの足元を攻撃し、掘り崩すという自己関係的な批判を楽しんでいるだけでなのである。理性を批判する反理性の言説も理性によりなされるのである。

### 歴史家論争
1986年、歴史家エルンスト・ノルテがフランクフルター・アルゲマイネ・ツァイトゥング紙に「過ぎ去ろうとしない過去」を発表。その内容は、比較史の観点からアウシュビッツと他の大量虐殺との類似点を指摘し、アウシュビッツという過去も人類の歴史の中では決して特異なことではないというものであった。これに対し、ハーバーマスは、『ツァイト』紙に『一種の損害清算』との論文を寄稿し、これをきっかけに2年に及ぶ歴史家論争が開幕した。

### ロールズ
ジョン・ロールズが『政治的リベラリズム』（1993年）を出版すると、ハーバーマスは、『ジャーナル・オブ・フィロソフィー』誌に「理性の公共的使用による宥和」と題する論文を寄稿。ロールズが原初状態という実体的概念を用いて近代的理性の普遍性を導き出すという方法論には難点があると批判し、むしろ理性の公共的使用という手続的な概念による代案を提示した。

## 受賞歴
- 1976年 - ジークムント・フロイト賞
- 1980年 - テオドール・アドルノ賞
- 1986年 - ゴットフリート・ヴィルヘルム・ライプニッツ賞
- 2000年 - ヘルムホルツ・メダル
- 2001年 - ドイツ書籍協会平和賞
- 2003年 - アストゥリアス皇太子賞社会科学部門
- 2004年 - 京都賞思想・芸術部門
- 2005年 - ホルベア賞
- 2009年 - リッピンコット賞
- 2013年 - エラスムス賞
- 2024年 - ヨハン・スクデ政治学賞

## 著作

### 単著
- Das Absolute und die Geschichte. Von der Zwiespältigkeit in Schellings Denken, Dissertation Uni Bonn, Philosophische Fakultät, 24. Februar 1954, unter dem Titel: Das Absolute und die Geschichte. Von der Zwiespältigkeit in Schellings Denken. DNB-IDN 480463387; Bouvier, Bonn 1954, DNB-IDN 451750098.
- mit Frank Benseler, Ludwig von Friedeburg, Christoph Oehler, Friedrich Weltz: Student und Politik. Eine soziologische Untersuchung zum politischen Bewusstsein Frankfurter Studenten, Luchterhand, Neuwied am Rhein / Berlin 1961, 1967, 3. Auflage 1969 (= Soziologische Texte, Band 18).
- Strukturwandel der Öffentlichkeit. Untersuchungen zu einer Kategorie der bürgerlichen Gesellschaft. Luchterhand, Neuwied am Rhein 1962 bis 1987 (17. Auflage), ISBN 3-472-61025-5; 1. bis 5. Auflage der Neuaflge, Suhrkamp, Frankfurt am Main 1991 bis 1995, ISBN 3-518-28491-6 (= Suhrkamp-Taschenbuch Wissenschaft, Band 891, zugleich Habilitationsschrift Philipps-Universität Marburg 1961).
細谷貞雄、山田正行訳『公共性の構造転換――市民社会の一カテゴリーについての探究』未來社、1973年／〔新版〕未來社、1994年
- Theorie und Praxis. Sozialphilosophische Studien, Luchterhand Neuwied am Rhein 1963, ISBN 978-3-518-27843-7; Neuauflage: Suhrkamp Taschenbuch 9, Frankfurt am Main 1971, ISBN 3-518-06509-2.
細谷貞雄訳『理論と実践――社会哲学論集〔1・2〕』未来社、1969-1970年／〔再版〕未来社、1975年／〔新版〕未来社、1999年
- Erkenntnis und Interesse. Suhrkamp, Frankfurt am Main 1968; Neuauflage mit einem neuen Nachwort 1994, ISBN 3-518-06731-1.
奥山次良、八木橋貢、渡辺祐邦訳『認識と関心』未來社、1981年
- Technik und Wissenschaft als „Ideologie“, Suhrkamp, Frankfurt am Main 1968, ISBN 3-518-10287-7.
長谷川宏, 北原章子共訳『イデオロギーとしての技術と学問』紀伊國屋書店、1970年／〔再版〕長谷川宏訳『イデオロギーとしての技術と科学』紀伊國屋書店、1975年／〔文庫版〕平凡社、2000年
- Protestbewegung und Hochschulreform, Suhrkamp, Frankfurt am Main 1969. Broschiert in 2008: ISBN 978-3-518-41984-7.
- Zur Logik der Sozialwissenschaften, Beiheft 5 der: Philosophischen Rundschau, Tübingen 1967, NA: Suhrkamp, Frankfurt am Main 1970; 5., erweiterte Auflage 1982, ISBN 3-518-28117-8.
清水多吉、波平恒男、木前利秋、西阪仰訳『社会科学の論理によせて』国文社、1991年
- mit Niklas Luhmann: Theorie der Gesellschaft oder Sozialtechnologie. Was leistet die Systemforschung? Suhrkamp, Frankfurt am Main 1971, ISBN 978-3-518-06358-3.
N.ルーマン共著、佐藤嘉一、山口節郎、藤澤賢一郎訳『批判理論と社会システム理論――ハーバーマス＝ルーマン論争〔上・下〕』木鐸社、1984-1987年
- Philosophisch-politische Profile, Suhrkamp, Frankfurt am Main 1971; erweiterte Neuauflage 1991, ISBN 978-3-518-28259-5.
小牧治、村上隆夫訳『哲学的・政治的プロフィール――現代ヨーロッパの哲学者たち〔上・下〕』未來社、1984-1986年
- Kultur und Kritik. Verstreute Aufsätze, Suhrkamp, Frankfurt am Main 1973, ISBN 978-3-518-36625-7.
- Legitimationsprobleme im Spätkapitalismus, Suhrkamp, Frankfurt am Main 1973, ISBN 3-518-10623-6.
細谷貞雄訳『晩期資本主義における正統化の諸問題』岩波書店、1979年
山田正行、金慧訳『後期資本主義における正統化の問題』岩波書店、2018年
- Zur Rekonstruktion des Historischen Materialismus, Suhrkamp, Frankfurt am Main 1976, ISBN 3-518-27754-5.
清水多吉監訳、朝倉輝一、小野島康雄、川本隆、木前利秋、波平恒男、浜田正訳『史的唯物論の再構成』法政大学出版局、2000年
- Politik, Kunst, Religion. Essays über zeitgenössische Philosophen. Stuttgart 1978, ISBN 3-15-009902-1.
- Theorie des kommunikativen Handelns, Band 1: Handlungsrationalität und gesellschaftliche Rationalisierung; Band 2: Zur Kritik der funktionalistischen Vernunft, Suhrkamp, Frankfurt am Main 1981, ISBN 3-518-28775-3.
河上倫逸、M.フーブリヒト、平井俊彦訳『コミュニケイション的行為の理論〔上・中・下〕』未來社、1985-1987年
- Kleine politische Schriften I–IV, Suhrkamp, Frankfurt am Main 1981, ISBN 978-3-518-56560-5, 2001: ISBN 978-3-518-06561-7.
- Moralbewusstsein und kommunikatives Handeln, Suhrkamp, Frankfurt am Main 1983, ISBN 3-518-28022-8.
三島憲一、中野敏男、木前利秋訳『道徳意識とコミュニケーション行為』岩波書店、1991年／〔新版〕岩波書店、2000年
- Vorstudien und Ergänzungen zur Theorie des kommunikativen Handelns, Suhrkamp, Frankfurt am Main 1984, ISBN 978-3-518-28776-7.
森元孝、干川剛史訳『意識論から言語論へ――社会学の言語論的基礎に関する講義（1970/1971）』マルジュ社、1990年
- Die neue Unübersichtlichkeit. Kleine Politische Schriften V, Suhrkamp, Frankfurt am Main 1985, ISBN 3-518-11321-6.
上村隆広、城達也、吉田純訳『新たなる不透明性』松籟社、1995年
- Der philosophische Diskurs der Moderne, Suhrkamp, Frankfurt am Main 1985, ISBN 3-518-57722-0.
三島憲一、轡田収、木前利秋、大貫敦子訳『近代の哲学的ディスクルス〔Ⅰ・Ⅱ〕』岩波書店、1990年／〔新版〕岩波書店、1999年
- Eine Art Schadensabwicklung. Kleine Politische Schriften VI, Suhrkamp, Frankfurt am Main 1987, ISBN 978-3-518-11453-7.
- Nachmetaphysisches Denken. Philosophische Aufsätze, Suhrkamp, Frankfurt am Main 1988, ISBN 978-3-518-28604-3.
藤澤賢一郎、忽那敬三訳『ポスト形而上学の思想』未来社、1990年
- Die nachholende Revolution. Kleine politische Schriften VII, Suhrkamp, Frankfurt am Main 1990, ISBN 978-3-518-11633-3.
三島憲一、木前利秋、山本尤、大貫敦子訳『遅ればせの革命』岩波書店、1992年
- Die Moderne – Ein unvollendetes Projekt. Philosophisch-politische Aufsätze, Leipzig 1990, ISBN 978-3-379-00658-3.
三島憲一編訳『近代――未完のプロジェクト』岩波書店、2000年
- Erläuterungen zur Diskursethik, Suhrkamp, Frankfurt am Main 1991, ISBN 978-3-518-28575-6.
清水多吉、朝倉輝一訳『討議倫理』法政大学出版局、2005年
- Texte und Kontexte, Suhrkamp, Frankfurt am Main 1991, ISBN 978-3-518-28544-2.
佐藤嘉一、井上純一、赤井正二、出口剛司、斎藤真緒訳『テクストとコンテクスト』晃洋書房、2006年
- Vergangenheit als Zukunft? Das alte Deutschland im neuen Europa? Ein Gespräch mit Michael Haller, Pendo, Zürich 1991, ISBN 978-3-85842-251-4.
河上倫逸、小黒孝友訳『未来としての過去――ハーバーマスは語る』未來社、1992年
- Faktizität und Geltung. Beiträge zur Diskurstheorie des Rechts und des demokratischen Rechtsstaates, Suhrkamp, Frankfurt am Main 1992, ISBN 3-518-28961-6.
河上倫逸、耳野健二訳『事実性と妥当性――法と民主的法治国家の討議理論にかんする研究〔上・下〕』未來社、2002-2003年
- Die Normalität einer Berliner Republik. Kleine Politische Schriften VIII, Suhrkamp, Frankfurt am Main 1995, ISBN 978-3-518-11967-9.
- Die Einbeziehung des Anderen. Studien zur politischen Theorie, Suhrkamp, Frankfurt am Main 1996, ISBN 3-518-29044-4.
高野昌行訳『他者の受容――多文化社会の政治理論に関する研究』法政大学出版局、2012年
- Vom sinnlichen Eindruck zum symbolischen Ausdruck. Philosophische Essays, Suhrkamp, Frankfurt am Main 1997, ISBN 3-518-22233-3.
- Die postnationale Konstellation. Politische Essays, Suhrkamp, Frankfurt am Main 1998, ISBN 978-3-518-12095-8.
- Wahrheit und Rechtfertigung. Philosophische Aufsätze, Suhrkamp, Frankfurt am Main 1999, ISBN 978-3-518-29323-2.
三島憲一、大竹弘二、木前利秋、鈴木直訳『真理と正当化――哲学論文集』法政大学出版局、2016年
- 河上倫逸編訳『法と正義のディスクルス――ハーバーマス京都講演集』未來社、1999年
- Zeit der Übergänge. Kleine Politische Schriften IX, Suhrkamp, Frankfurt am Main 2001, ISBN 978-3-518-12262-4.
- Die Zukunft der menschlichen Natur. Auf dem Weg zu einer liberalen Eugenik?, Suhrkamp, Frankfurt am Main 2001, ISBN 978-3-518-29344-7.
三島憲一訳『人間の将来とバイオエシックス』法政大学出版局、2004年
- Kommunikatives Handeln und detranszendentalisierte Vernunft, Reclam, Stuttgart 2001, ISBN 3-15-018164-X.
- Der gespaltene Westen. Kleine politische Schriften X, Suhrkamp, Frankfurt am Main 2004, ISBN 3-518-12383-1.
大貫敦子、木前利秋、鈴木直、三島憲一訳『引き裂かれた西洋』法政大学出版局、2009年
- Zwischen Naturalismus und Religion. Philosophische Aufsätze, Suhrkamp, Frankfurt am Main 2005, ISBN 3-518-58447-2.
庄司信、日暮雅夫、池田成一、福山隆夫訳『自然主義と宗教の間――哲学論集』法政大学出版局、2014年
- Ach, Europa. Kleine politische Schriften XI. Suhrkamp, Frankfurt am Main 2008, ISBN 3-518-12551-6.
三島憲一、鈴木直、大貫敦子訳『ああ、ヨーロッパ』岩波書店、2010年
- Philosophische Texte, 5 Bände, Studienausgabe, Suhrkamp, Frankfurt am Main 2009, ISBN 978-3-518-58515-3. Inhaltsverzeichnis
- Zur Verfassung Europas. Ein Essay. Suhrkamp, Berlin 2011, ISBN 978-3-518-06214-2.
三島憲一、速水淑子訳『ヨーロッパ憲法論』法政大学出版局、2019年
- Nachmetaphysisches Denken II. Aufsätze und Repliken. Suhrkamp, Berlin 2012, ISBN 978-3-518-58581-8.
- Im Sog der Technokratie. Kleine politische Schriften XII. Suhrkamp, Berlin 2013, ISBN 978-3-518-12671-4.
- Auch eine Geschichte der Philosophie. Band 1: Die okzidentale Konstellation von Glauben und Wissen; Band 2: Vernünftige Freiheit. Spuren des Diskurses über Glauben und Wissen. Suhrkamp, Berlin 2019, ISBN 978-3-518-58734-8.

### 共著
- Historikerstreit : die Dokumentation der Kontroverse um die Einzigartigkeit der nationalsozialistischen Judenvernichtung. 1987
エルンスト・ノルテほか共著、徳永恂、三島憲一、清水多吉、小野島康雄、辰巳伸知、細見和之訳『過ぎ去ろうとしない過去――ナチズムとドイツ歴史家論争』人文書院、1995年
- Multiculturalism : examining the politics of recognition. Princeton University Press, 1994
エイミー・ガットマン編、チャールズ・テイラー、スーザン・ウルフ、スティーヴン・C・ロックフェラー、マイケル・ウォルツァー、K．アンソニー・アッピア共著、佐々木毅、辻康夫、向山恭一訳『マルチカルチュラリズム』岩波書店、1996年／〔新版〕岩波書店、2007年
- Philosophy in a time of terror : dialogues with Jürgen Habermas and Jacques Derrida. University of Chicago Press, 2003
ジャック・デリダ、ジョヴァンナ・ボッラドリ共著、 藤本一勇、澤里岳史訳『テロルの時代と哲学の使命』岩波書店、2004年
- Dialektik der Säkularisierung : über Vernunft und Religion. Herder, 2005
フロリアン・シュラー編、ヨーゼフ・ラッツィンガー共著、三島憲一訳『ポスト世俗化時代の哲学と宗教』岩波書店、2007年